# Oscar Linnér
Oscar Linnér (sinh ngày 23 tháng 2 năm 1997) là một cầu thủ bóng đá người Thụy Điển thi đấu cho câu lạc bộ Thụy Điển AIK ở vị trí thủ môn.
Linnér ra mắt cho AIK trong trận đấu vòng loại UEFA Europa League trước VPS.